# Elasmus nigripes
Elasmus nigripes är en stekelart som beskrevs av Howard 1885. Elasmus nigripes ingår i släktet Elasmus och familjen finglanssteklar. Inga underarter finns listade i Catalogue of Life.